# 卡爾·腓特烈二世
卡爾·腓特烈二世（Karl Friedrich II.，1690年2月7日—1761年12月14日）是克里斯蒂安·烏爾里希一世之子，符騰堡-奧爾斯公爵（1704—1744）。

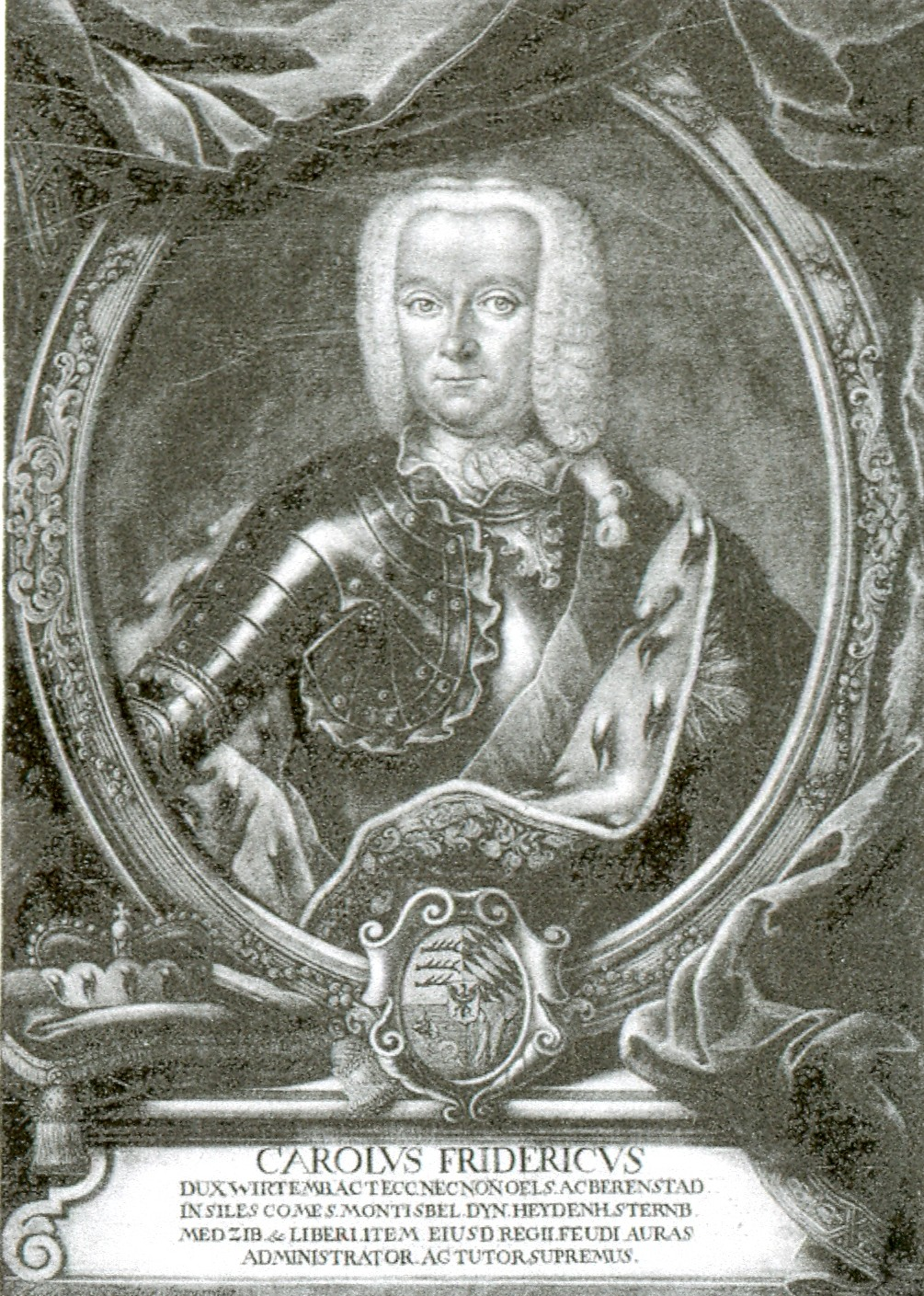
卡爾·腓特烈二世

他娶堂叔腓特烈·斐迪南的女兒希比爾·夏洛特，沒有子女。1744年，卡爾·腓特烈讓位給姪子卡爾·克里斯蒂安·埃爾德曼。1761年卡爾·腓特烈於奧萊希尼察去世。